# إسماعيل بردييف
إسماعيل علييفيتش بيردييف (27 فبراير 1954 - 5 أغسطس 2024)، هو مُفتي سُني روسي من قراتشاي-شركيسيا. شغل منصب رئيس مركز التنسيق لمسلمي شمال القوقاز.